# Tout doux Dinky
Tout doux Dinky (Dinky Dog, littéralement « Dinky le chien »), est une série télévisée d'animation américaine en 32 épisodes de 11 minutes, produite par les studios Hanna-Barbera Productions et diffusée entre le 9 septembre 1978 et le 23 décembre 1981 sur CBS.
En France, la série a été diffusée le 10 septembre 1980 sur TF1 dans l'émission Les Visiteurs du mercredi. Elle a été rediffusée le 7 janvier 1981 sur TF1 (Les Visiteurs du mercredi) et en 1986 sur TF1 dans l'émission Salut les petits loups.

## Synopsis
Les mésaventures de Dinky, un énorme chien maladroit, qui ne cesse de provoquer des catastrophes. Le brave toutou est la bête noire de l'oncle Dudley, que Dinky aime pourtant beaucoup. Heureusement, Sandy et Monica, les nièces de l'oncle, sont là pour défendre Dinky, même si les désastres que le chien provoque conduisent souvent les deux jeunes femmes à chercher du travail pour rembourser les dégâts…

## Fiche technique
- Titre original : Dinky Dog (littéralement « Dinky le chien »)
- Titre français : Tout doux Dinky
- Réalisateur : Ray Patterson, Carl Urbano
- Scénaristes : Doug Boot, Tom Dagenais, Andy Heyward, Larz Bourne, Dalton Sandifer, Willie Gilbert, Chris Jenkins, Mark Jones, Cliff Roberts
- Musique et génériques : 
  - Musique originale : Hoyt S. Curtin, Paul De Korte
  - Générique américain : instrumental
  - Générique français : interprété par Shuki Levy; Auteurs compositeurs : Francis Scaglia et François Rauber
- Producteur : Alex Lovy, Joseph Hanna, William Barbera
- Sociétés de production : Hanna-Barbera Productions
- Pays d'origine : États-Unis
- Langue : Anglais
- Nombre d'épisodes : 32
- Durée : 11 min
- Dates de première diffusion : 
  - États-Unis : 9 septembre 1978 sur CBS
  - France : 10 septembre 1980 sur TF1

## Distribution

### Voix françaises
- Gérard Hernandez : Oncle Dudley
- Évelyn Séléna : Sandy
- Michèle André : Monica

### Voix originales
- Frank Welker : Dinky
- Frank Nelson : Uncle Dudley
- Jackie Joseph : Sandy
- Julie Bennett : Monica

## Épisodes[1]
1. Pauvre Fantôme (To Boo Or Not to Boo)
2. Titre français inconnu (Dinky, Ahoy !)
3. Le Cirque (Dinky at the Circus)
4. Titre français inconnu (Dinky's Nose For News)
5. Titre français inconnu (Camp Kookiehaha)
6. Titre français inconnu (Foggy Doggy)
7. La Vedette (Dinky the Movie Star)
8. Titre français inconnu (Attic Antics)
9. Un hôtel de troisième ordre (Heap Cheap Motel)
10. Titre français inconnu (Bark in the Park)
11. Titre français inconnu (Flabby Arms Farm) (*)
12. Titre français inconnu (The Bow Wow Blues Band) (*)
13. Titre français inconnu (Easel Does It)
14. Titre français inconnu (Dinky at the Bat)
15. Titre français inconnu (Abominable Dinky) (*)
16. Titre français inconnu (Phi Beta Dinky) (*)
17. Titre français inconnu (Dinky and the Caveman)
18. Titre français inconnu (Rinky Dinky)
19. Titre français inconnu (Bad Luck Bow-Wow)
20. Titre français inconnu (A Hair of the Dog)
21. Titre français inconnu (Sir Dinky Dog)
22. Titre français inconnu (First Prize Pooch)
23. Titre français inconnu (Department Store Dinky)
24. Titre français inconnu (A Hop and a Dink)
25. Robinson Dinky (Castaway Canine)
26. Dinky à Venise (Gondola, But Not Forgotten)
27. L'Autre monstre du Loch Ness (Lochness Mess)
28. Titre français inconnu (Like It of Lamp It)
29. Un coup de froid (There's No Place Like Home)
30. Panique à Buckingham (Buckingham Bow Wow)
31. Gros Mignon Dinky (Rockhead Hound)
32. Trois c'est trop (Tree's A Crowd)

(*) Les épisodes sont inédits en France et indisponibles en DVD.

## Produits dérivés (France)
DVD
- Tout doux Dinky (Coffret 4 DVD-9) sorti le 15 septembre 2006, édité par Déclic Images et distribué par Manga Distribution. Le ratio écran est en 1.33:1 plein écran 4:3. L'audio est en Français 1.0 Mono Stéréo sans sous-titres. Pas de suppléments. Les épisodes présents sont ceux qui ont été doublés en français. Seuls 28 épisodes sont inclus (4 épisodes sont manquants). ASIN B001LIPYWY

BD / Magazines
- Les aventures de Dinky ont paru dans le magazine Télé Junior.

Disque 45 tours
- Chanson originale du feuilleton T.V. - Nos amis de la télé no 12 ; Label : CBS ; Référence : 10871 ; 1980